# Myliobatis tenuicaudatus
Myliobatis tenuicaudatus ist eine Rochenart, die im Süden Australiens und um Neuseeland vorkommt.

## Beschreibung
Adulte Tiere erreichen eine Breite von 160 Zentimetern. Neugeborene haben eine Größe von 20 bis 30 Zentimetern. Die Körperfarbe ist rückenseitig olivgrün, gelb oder dunkelbraun mit blassen, hellblauen oder grauen Flecken. Die Bauchseite ist weiß. Die Rochen haben eine dünnen, langen Schwanz mit einer Rückenflosse, hinter der sich ein Giftstachel befindet. Zudem weisen sie eine kurze, runde Schnauze und erhöht stehende Augen auf.

## Lebensweise
Die Rochen kommen bis in Tiefen von etwa 420 Metern vor, selten jedoch unter 50 Metern. Sie sind ovovivipar. Weibchen bringen im Sommer zwei bis zwanzig Jungtiere zur Welt.

## Verbreitungsgebiet
Das Verbreitungsgebiet erstreckt sich über Küstengebiete im Süden Australiens sowie um Neuseeland, die Norfolkinsel (Australien) und Kermadecinseln (Neuseeland).
Die IUCN stuft die Art als nicht gefährdet (least concern) ein und den Populationstrend als stabil. Sie ist häufig anzutreffen und kommt auch in zahlreichen Meeresschutzgebieten vor.

## Taxonomie
Die Art wurde 1877 von James Hector wissenschaftlich erstbeschrieben, der die Art für in Neuseeland endemisch hielt. 1881 wurde jedoch im Süden Australiens von William John Macleay mit Myliobatis australis eine weitere Rochenart beschrieben, die 2014 mit Myliobatis tenuicaudatus synonymisiert wurde.